# Markus Solbakken
Markus Solbakken (* 25. července 2000 Hamar) je norský profesionální fotbalista, který hraje na pozici defensivního či středního záložníka za italský klub Pisa SC a za norský národní tým.
Je synem norského fotbalového trenéra Ståle Solbakkena.

## Klubová kariéra

### Hamarkameratene
Solbakken je odchovancem norského klubu Hamarkameratene. V klubu debutoval v roce 2016 v 2. divisjon (třetí norská fotbalová liga). Během svého prvního roku postoupil s HamKam do druhé ligy. Během pěti sezón odehrál v klubu přes 100 soutěžních utkání.

### Stabæk Fotball
V lednu 2021 přestoupil do prvoligového Stabæku. V Eliteserien debutoval v květnu 2021 proti Haugesundu. Solbakken se stal stabilním členem základní sestavy, odehrál 26 ligových zápasů, nicméně nedokázal zabránit sestupu do 1. divisjon.

### Viking FK
Solbakken přestoupil v únoru 2022 do Viking FK. S klubem podepsal čtyřletou smlouvu. Od prvního kola norské ligy patřil Solbakken mezi nejdůležitější hráče klubu, který zakončil sezónu na 11. příčce a postoupil až do semifinále norského poháru. V srpnu 2022 debutoval Solbakken v evropských pohárech, když odehrál celé utkání druhého předkola Konferenční ligy proti Spartě Praha. V odvetném utkání asistencí přispěl k překvapivému postupu do dalšího kola. S Vikingem postoupil přes irské Sligo Rovers až do čtvrtého předkola, kde však vypadli s rumunským FCSB.
V sezóně 2023 atakoval s Vikingem v lize místa zaručující postup do evropských pohárů, nicméně nakonec skončili na 4. příčce; Solbakken odehrál 27 utkání, v nichž vstřelil 2 branky. V prosinci 2023 odmítl Viking nabídku na Solbakkena ve výši 2 milionů eur od pražské Sparty.

### Sparta Praha
Dne 9. ledna 2024 byl představen jako nová posila pražské Sparty. Debut v nejvyšší české soutěži zaznamenal dne 13. dubna 2024 při výhře 1:3 s Bohemians, kdy v 87 minutě střídal Lukáše Sadílka. Po mistrovské sezoně se podílel i na postupu do Ligy Mistrů. První branku vstřelil v prosinci 2024 při výhře 1:0 Letenských se Slováckem. Ve Spartě byl členem širšího kádru.

### Pisa SC (hostování)
Díky malému vytížení v týmu Pražanů odešel Solbakken na půlroční hostování s opcí do druholigové Pisy.

## Reprezentační kariéra
V srpnu 2023 dostal Solbakken od svého otce a trenéra Ståleho Solbakkena první pozvánku do norské reprezentace na přátelský zápas proti Jordánsku, ve kterém si odbyl svůj reprezentační debut.